# Ava (Schiff)
Die Ava (II) war ein 1873 in Dienst gestelltes Passagierschiff der britischen Reederei British India Steam Navigation Company. Sie ging am 24. Mai 1879 nach einer Kollision mit dem Frachter Brenhilda im indischen Gangesdelta unter.

## Das Schiff
Das 2600 BRT große Dampfschiff wurde auf der Werft William Denny and Brothers in der schottischen Hafenstadt Dumbarton gebaut. Die aus Eisen gebaute Schonerbark wurde mit der Baunummer 167 unter dem Namen Puttiala auf Kiel gelegt. Der Stapellauf erfolgte am 6. Oktober 1873 und am 23. Dezember desselben Jahres wurde das Schiff fertiggestellt. Bei der Fertigstellung wurde das Schiff in Anlehnung an ein 1872 an Indien verkauftes Schiff in Ava umgetauft.
Die Ava hatte Platz für 41 Passagiere der Ersten und 18 der Zweiten Klasse. Sie wurde von Verbunddampfmaschinen angetrieben, verfügte aber wie viele Dampfschiffe ihrer Zeit zusätzlich über drei Masten mit voller Betakelung. Ihre Maschinen leisteten 300 nominale Pferdestärken und ermöglichten eine Geschwindigkeit von bis zu zwölf Knoten. Wie die meisten Passagierdampfer ihrer Reederei diente sie zum Transport von Passagieren und Fracht von Großbritannien zu verschiedenen Häfen in Indien.

## Untergang
Am Donnerstag, dem 22. Mai 1879 lief die Ava in Kalkutta unter dem Kommando von Kapitän Dickinson zu einer weiteren Überfahrt nach Madras, Colombo und London via den Sueskanal aus. An Bord waren 123 Passagiere und Besatzungsmitglieder sowie eine gewöhnliche Ladung im Wert von etwa 100.000 Pfund Sterling (nach damaligem Geldwert).
Am frühen Morgen des 24. Mai ging vor den Sandheads an der Mündung des Flusses Hugli im Gangesdelta der Lotse von Bord. Kurz danach, gegen 02.00 Uhr morgens, kollidierte sie mit dem britischen Segelschiff Brenhilda (1393 t), das unter dem Kommando von Kapitän J. Scurr mit seiner Fracht auf dem Weg von Gravesend nach Algoa Bay war. Die Ava wurde von der Brenhilda mittschiffs getroffen und fast in zwei Hälften geteilt.
Von den fünf vorhandenen Rettungsbooten wurde eines durch den Zusammenstoß derart beschädigt, dass es nicht mehr verwendet werden konnte und ein anderes verunglückte beim Aussetzen. Die drei übrigen konnten mit insgesamt 53 Personen an Bord sicher zu Wasser gelassen werden. Die Brenhilda blieb schwimmfähig. In der rauen See driftete sie jedoch ab, sodass es zwei Stunden dauerte, bis die Rettungsboote der Ava sie erreichten. Die schwer beschädigte Brenhilda lief anschließend Kalkutta an. 70 Passagiere und Besatzungsmitglieder kamen bei dem Untergang ums Leben, darunter Kapitän Dickinson, der Zahlmeister E. W. Deare und der vierte Maschinist.